# Centro de Comercio Internacional Melaka

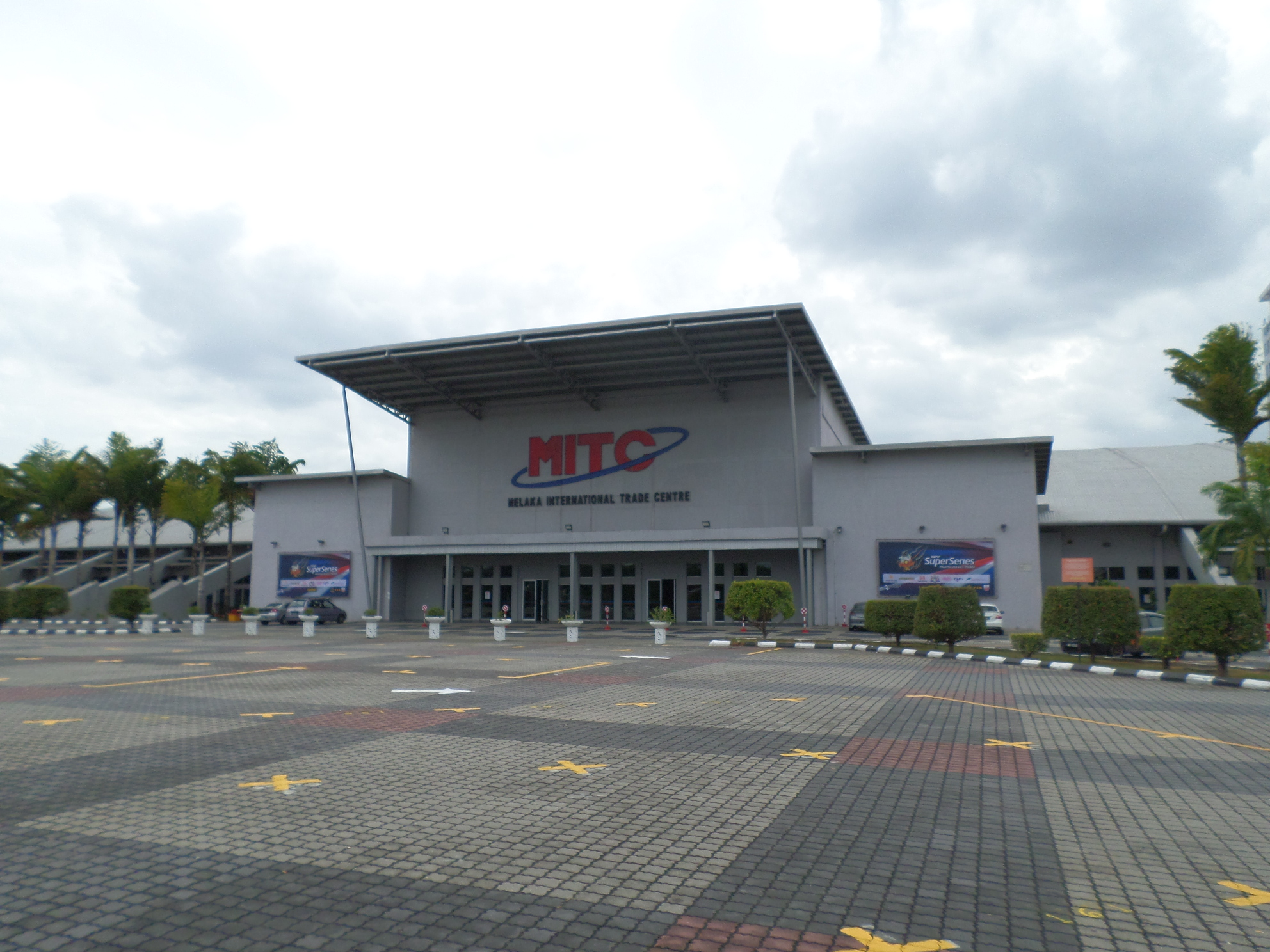
Centro de Comercio Internacional Melaka

El Melaka International Trade Centre o Melaka International Trade Center, abreviado MITC (en malayo Pusat Perdagangan Antarabangsa Melaka) es un centro de convenciones malayo ubicado en Ayer Keroh (Malaca), abierto oficialmente en junio de 2003 por el Jefe de Gobierno, Mohd Ali Rustam. El centro de convenciones, de 13.090 m², cuenta, entre otras facilidades, con hoteles, apartamentos, estaciones de bus, complejo deportivo y mezquita.